# 珍珠人生
《珍珠人生》（英語：Life Of Pearl），2015年三立台灣台週五台灣好戲系列之第8部曲，由楊可涵、陳冠霖、紀寶如、李柔蓁、龍劭華、湯志偉、陳志強、林乃華、林嘉俐與李亮瑾等領銜主演，改編自紀寶如的自傳書《愛，逆轉勝》。本劇於2014年12月6日前進新加坡，與新電信跨國合作拍攝，12月12日在新加坡殺青。12月26日在臺灣開拍，本劇獲得中華民國文化部103年度高畫質電視節目一般型連續劇類補助新臺幣600萬元。三立台灣台與中華電信MOD三立戲劇台於2015年2月6日晚上10點30分同步首播，接檔《阿母》，八大第一台2月7日早上10點30分播出，4月4日晚上9點於佳樂台播出。新電信也協助三立這次的拍攝。5月14日在臺灣全劇拍攝殺青。香港方面，2018年1月1日起，因應創世電視在myTV SUPER啟播，此劇於週一至五晚上8:30播出。而有線電視及now TV的創世電視於2018年1月15日起週一至五晚上11:00播出，本劇也為飾演「紀珍珠」一角的楊可涵最後遺作。

## 播出時間

### 首播
| 頻道                          | 所在地        | 播映日期                | 播出時間                 |
| ----------------------------- | ------------- | ----------------------- | ------------------------ |
| 三立台灣台                    | 臺灣          | 2015年2月6日            | 每週五 22:30-24:00       |
| 三立戲劇台                    | 臺灣          | 2015年2月6日            | 每週五 22:30-24:00       |
| 八大第一台                    | 臺灣          | 2015年2月7日            | 每週六 10:30-12:00       |
| 佳樂台                        | 新加坡        | 2015年4月4日            | 每週六 21:00 - 22:30     |
| Astro欢喜台 Astro歡喜台HD     | 马来西亚      | 2015年9月13日           | 每週六至週日 19:00-20:00 |
| WINHD戲劇台                   | 臺灣          | 2015年10月25日          | 每週日20:00-22:00        |
| 台視綜合台HD                  | 臺灣          | 2015年10月26日          | 每週一至週五21:00-22:00  |
| Amarin TV                     | 泰國          | 2016年4月19日           | 每週一至週五 14:00-15:30 |
| CHING                         |               | 2016年8月14日           | 每週日20:30-21:55        |
| AsiaN                         | 2016年8月25日 | 每週一至週五00:00-01:25 |                          |
| 創世電視 （myTV SUPER）       | 香港          | 2018年1月1日            | 每週一至週五 20:30-21:30 |
| 創世電視 （有線電視、now TV） | 香港          | 2018年1月15日           | 每週一至週五 23:00-00:00 |
| 八度空间                      | 马来西亚      | 2018年4月20日           | 每週一至週五 17:00-18:00 |
| 八度空间                      | 马来西亚      | 2018年6月4日            | 每週一至週五 16:00-17:00 |

### 重播
| 頻道                          | 所在地   | 播映日期      | 播出時間                      |
| ----------------------------- | -------- | ------------- | ----------------------------- |
| 三立台灣台                    | 臺灣     | 2015年2月7日  | 每週六 03:30-05:00            |
| 三立台灣台                    | 臺灣     | 2015年2月7日  | 每週六 12:30-14:00            |
| 三立台灣台                    | 臺灣     | 2015年2月8日  | 每週日 08:30-10:00            |
| 三立台灣台                    | 臺灣     | 2017年3月28日 | 每週一至週五19:00-19:30       |
| 三立戲劇台                    | 臺灣     | 2015年2月9日  | 每週一 03:30-05:00            |
| 三立戲劇台                    | 臺灣     | 2015年2月9日  | 每週一 09:30-11:00            |
| 三立戲劇台                    | 臺灣     | 2017年8月22日 | 每週一至週五11:30-12:00       |
| 三立戲劇台                    | 臺灣     | 2017年8月23日 | 每週一至週五11:00-12:00       |
| 八大第一台                    | 臺灣     | 2015年2月7日  | 每週六 10:30-12:00            |
| 八大第一台                    | 臺灣     | 2015年2月7日  | 每週六 20:00-21:30            |
| 八大第一台                    | 臺灣     | 2015年2月8日  | 每週日 00:30-02:00            |
| 八大第一台                    | 臺灣     | 2015年2月8日  | 每週日 13:00-14:30            |
| 創世電視 （myTV SUPER）       | 香港     | 2018年1月7日  | 每週日 14:00-19:00（5集重播） |
| 創世電視 （myTV SUPER）       | 香港     | 2018年1月8日  | 每週一至週五 14:30-15:30      |
| 創世電視 （有線電視、now TV） | 香港     | 2018年1月21日 | 每週日 14:00-19:00（5集重播） |
| 創世電視 （有線電視、now TV） | 香港     | 2018年1月22日 | 每週一至週五 12:00-13:00      |
| 八度空间                      | 马来西亚 | 2021年8月19日 | 每週一至週五 13:00-14:00      |

## 演員陣容

### 主要演員
| 演員           | 角色   | 粵語配音 | 關係/介紹 | 登場集數             |
| 楊可涵         | 紀珍珠 | 羅婉楓   | 紀珍珠 紀慶昌、黄麗卿之女兒 紀耀麟、紀王桂枝之孫女 紀明珠同父異母之妹妹 紀明達之龍鳳胎妹妹 紀寶珠同父異母之姐姐 謝文清之妻 謝家聲、謝家豪、謝家倫之母親 8歲步入演藝圈後成為影視歌三棲的知名紅星，前往新加波演出，因此熟識嘉和，是台灣演藝史上的傳奇人物。然而人前風光的珍珠，人後卻命運坎坷。18歲認識歌廳經理文清，叫她一聲叔叔後，文清開始追求自己，因此成為她一生中的摯愛，因文清意外身亡，婆婆將文清死怪罪珍珠身上，因此傷痕累累，陷入死蔭的低谷，並酒店上班，每次發酒瘋都拿自己兒子出氣，害大兒子得憂鬱症，二兒子越來越叛逆（刺青穿耳洞吸毒賣毒）後接受宗教的洗禮，使自己得到救贖，因此重生成為傳播愛的天使。 角色原型為紀寶如。 | 全劇                 |
| 李柔蓁（童年） | 紀珍珠 | 羅婉楓   | 紀珍珠 紀慶昌、黄麗卿之女兒 紀耀麟、紀王桂枝之孫女 紀明珠同父異母之妹妹 紀明達之龍鳳胎妹妹 紀寶珠同父異母之姐姐 謝文清之妻 謝家聲、謝家豪、謝家倫之母親 8歲步入演藝圈後成為影視歌三棲的知名紅星，前往新加波演出，因此熟識嘉和，是台灣演藝史上的傳奇人物。然而人前風光的珍珠，人後卻命運坎坷。18歲認識歌廳經理文清，叫她一聲叔叔後，文清開始追求自己，因此成為她一生中的摯愛，因文清意外身亡，婆婆將文清死怪罪珍珠身上，因此傷痕累累，陷入死蔭的低谷，並酒店上班，每次發酒瘋都拿自己兒子出氣，害大兒子得憂鬱症，二兒子越來越叛逆（刺青穿耳洞吸毒賣毒）後接受宗教的洗禮，使自己得到救贖，因此重生成為傳播愛的天使。 角色原型為紀寶如。 | 1-5、10、15-16 20-22 |
| 陳冠霖         | 林嘉和 | 方榮基   | 林嘉和 20-45歲，珍珠一生的知己，王芬蘭之前夫，經商有成，生性豪爽熱情，處事練達。幼時與珍珠在新加坡相遇，原配偶為芬蘭，但嘉和關心珍珠過頭，使芬蘭退出，因此這份兩小無猜的純真感情，始終放在嘉和內心最重要的位置。 | 10-22                |
| 邱辰恩（童年） | 林嘉和 |          | 林嘉和 20-45歲，珍珠一生的知己，王芬蘭之前夫，經商有成，生性豪爽熱情，處事練達。幼時與珍珠在新加坡相遇，原配偶為芬蘭，但嘉和關心珍珠過頭，使芬蘭退出，因此這份兩小無猜的純真感情，始終放在嘉和內心最重要的位置。 | 3-5、10、22          |
| 陳志強         | 謝文清 | 李堅達   | 紀珍珠之亡夫 谢家声、谢家豪、谢家伦之父 20-35歲，歌廳經理，瀟灑輕佻、浪漫感性，但個性亦正亦邪。總在珍珠最脆弱的時刻給予安慰，終成為她生命中的摯愛，兩人十分恩愛，後因事業的挫折，與陳嫣紅發生婚外情（還是深愛著珍珠），珍珠執意離婚後，失志的他日日夜夜沉溺於酒精與聲色場所，麻痺自我，第15集不幸於KTV縱火案中喪生。 角色原型為余龍（本名余福龍）。 | 5-15、22（回憶）     |

### 其他演員
| 演員           | 角色     | 粵語配音 | 關係/介紹 | 登場集數                       |
| 紀寶如         | 紀王桂枝 | 錢惠玲   | 紀王桂枝 珍珠的祖母，45-70歲。紀家實際掌權的頭家嬤，紀耀麟之妻，紀慶昌之母親，吳美雪、黃麗卿、鈴木春子之婆婆，紀明珠、紀明達、紀珍珠、紀寶珠之祖母。雖然外表強悍、善交際，但內心存有浪漫的明星夢。她一手拉拔珍珠成為閃亮的明星，但強烈的控制慾最終逼使珍珠反抗、逃離，甚至阻止珍珠談戀愛，數十年是非恩怨，緊緊綑綁了祖孫二人，剪不斷理還亂。 第21集病臥在床逝世。 原型角色為紀寶如的祖母。 | 1-9、11-21                     |
| 龍劭華         | 紀耀麟   | 黃志明   | 珍珠的祖父，50-70歲。定居台北，家裡的事業，交由妻子掌管經營，紀王桂枝之夫，紀慶昌之父親，吳美雪、黃麗卿、鈴木春子之公公，紀明珠、紀明達、紀珍珠、紀寶珠之祖父。個性溫和忠厚，對流落在外的孫女珍珠亦關心備至，疼愛有加，讓珍珠感念萬分，第10集珍珠離家後因思念珍珠酒後溺水身亡。 | 1-10、21（回憶）               |
| 湯志偉         | 紀慶昌   | 陳偉權   | 纪耀麟，王桂枝之独生子 紀明珠、紀明達、紀珍珠、紀寶珠之父親，吳美雪、黃麗卿、鈴木春子之丈夫 30-60歲。剛毅木訥，認為盡心盡力賺錢養家，即是為家庭付出最大的愛。面對婆媳問題及三房妻妾的心結，他僅能以嚴肅、疏離的態度，掩飾內心的無奈和愧疚，也不知該如何向子女表達為父的關愛。 | 1-4、6-8、11 13-22             |
| 林嘉俐         | 吳美雪   | 劉淑玲   | 紀慶昌之大房元配 紀明珠之母親 紀明達、紀珍珠、紀寶珠之養母、紀耀麟、紀王桂枝之大媳婦， 28-52歲。是溫順樸實的婦人。三個妻親中代表的占花是玫瑰。然而再溫順的女人，也難容忍與他人分享丈夫的愛。雖然慶昌接連娶了二房、三房，但美雪視麗卿為造成她婚姻不幸的始作俑者，對麗卿艱難的處境冷淡以對,後隨著時光流逝,從原本的冷淡仇恨也轉變為關心親情。 | 1-9、11-13、15-22              |
| 林乃華         | 雜睬嬤   | 譚淑英   | 珍珠的外婆，黃麗卿之母親，48-70歲。人如其綽號，天生大嗓門，口無遮攔，但其實單純沒心機。原本寄望女兒麗卿爭氣，老來有依靠，沒想到麗卿被慶昌收做姨太太，害她蒙羞，還被迫扶養被紀家棄養的珍珠。不滿的情緒只能靠賭博、飲酒宣洩，雖內心亦疼愛珍珠，然而一輸錢或酒醉，便將怨氣全出在珍珠身上，使幼小的珍珠內心充滿愛與恨的矛盾，立志要不計一切代價脫離貧困。 | 1-3、9-10 12-15、18、20 22     |
| 李亮瑾         | 黃麗卿   | 曾月娥   | 紀慶昌之二房 紀明達、紀珍珠之母親 25-50歲。養女出身，家境貧苦的她，看似柔弱，實則堅韌，不曾因他人的嘲笑看輕自己。三個妻親中代表的占花是山茶花。無奈最重情心軟的麗卿，偏偏愛上了有婦之夫，不得不向命運屈服，嫁入紀家成為二房。為了求得紀家上下的諒解和認同，她盡心侍奉婆婆和丈夫的原配，即使遭受百般無理的對待，都逆來順受，甚至被迫和親生骨肉分離，不能以母女相稱。麗卿以為犧牲了自己，可以換得一家和樂，終結苦難的命運，沒想到她的委曲求全，卻是珍珠心中抹不去的陰影，讓珍珠亦重蹈命運的覆轍，陷入痛苦的輪迴中，而珍珠的改變，也讓她脫離了不安的日子。 | 1-9、11、13-22                 |
| 苗 真          | 鈴木春子 | 吳銦茵   | 紀慶昌之三房 紀寶珠之母親 20-40歲。個性急躁率直，敢愛敢恨。三個妻親中代表的占花是牡丹。與溫柔堅忍的麗卿相反，春子積極爭取丈夫的寵愛，動機明顯但欠缺思慮的言行，常令人又氣又好笑。儘管爭寵是出於保護自己的本能，然而春子無心的搧風點火，卻常橫生事端，惹來意外的家庭風波。 第20集回日本奈良,第22集返回台灣 | 2-5、8、11-12 15-17、19-20、22 |
| 王書喬         | 王芬蘭   | 程文意   | 林嘉和之前妻< 嘉和的得力助手，後來成為妻子，之後離婚。25-40歲，聰慧溫婉，處事幹練，明知嘉和心繫珍珠，仍對他一往情深，無怨無悔付出一生的青春。跟嘉和離婚後嫁給溫凌雲。 | 10-17、19-20、22               |
| 袁儷珊         | 楊愛琳   |          | 20歲，剛出道的小歌星，與紀珍珠不和。 | 6-10                           |
| 林雨宣         | 紀明珠   | 馮安琪   | 紀明珠 紀珍珠同父異母之姊姊。非常討厭珍珠。活潑率真，從小被美雪栽培彈琴、跳舞。樣樣會，卻樣樣不專精。長大後與珍珠和好，便陪她到歌廳唱歌，是家庭裡最關心珍珠的人之一。 | 5-9、11-22                     |
| 鄭伃庭（童年） | 紀明珠   | 馮安琪   | 紀明珠 紀珍珠同父異母之姊姊。非常討厭珍珠。活潑率真，從小被美雪栽培彈琴、跳舞。樣樣會，卻樣樣不專精。長大後與珍珠和好，便陪她到歌廳唱歌，是家庭裡最關心珍珠的人之一。 | 1-4                            |
| -于 顥}-       | 紀明達   | 余悅君   | 紀明達 紀慶昌、黃麗卿之兒子、吳美雪之養子、紀珍珠之龍鳳胎哥哥。爽朗陽光，善解人意。童年時光，一道隱形的高牆矗立在他與生母、珍珠之間，狠狠地阻斷了他們的親情。 | 11-18、22                      |
| 趙柏翰（童年） | 紀明達   |          | 紀明達 紀慶昌、黃麗卿之兒子、吳美雪之養子、紀珍珠之龍鳳胎哥哥。爽朗陽光，善解人意。童年時光，一道隱形的高牆矗立在他與生母、珍珠之間，狠狠地阻斷了他們的親情。 | 1-4                            |
| 王道南         | 謝俊良   | 金志品   | 謝俊良 謝文清之父親，謝王明月之夫，紀珍珠之公公 | 7-9、12-15 17-18、20、22       |
| 李之勤         | 謝王月琴 |          | 謝王月琴 謝文清之母親，謝俊良之妻，紀珍珠之婆婆。因無法接受兒子的死，因此全怪罪給珍珠，第18集安然辭世。 | 7-10、12-18                    |
| 許定南         | 謝家聲   | 鄺家進   | 謝家聲 謝文清、紀珍珠之長子 謝家豪，謝家倫之大哥 出生就有天生腹裂症，長大後因為母親喝酒而不斷毆打他與家豪、再加上母親給他的功課壓力，使他得了憂鬱症，與母親一樣命運坎坷，後因母親珍珠的改變，使得狀況逐漸好轉。 | 5、8-10、17-22                 |
| 黃耀冬（年輕） | 謝家聲   |          | 謝家聲 謝文清、紀珍珠之長子 謝家豪，謝家倫之大哥 出生就有天生腹裂症，長大後因為母親喝酒而不斷毆打他與家豪、再加上母親給他的功課壓力，使他得了憂鬱症，與母親一樣命運坎坷，後因母親珍珠的改變，使得狀況逐漸好轉。 | 14-16                          |
| 吳政迪         | 謝家豪   | 楊景良   | 紀珍珠、謝文清之次子。 謝家聲之弟弟、謝家倫之二哥 小時候乖巧，偶爾與同學起爭執，偶爾會被喝酒的珍珠打，長大後，原本乖巧、會照顧患有憂鬱症的哥哥，沒想到壓抑太久，再加上被壞朋友帶壞，而吸毒鬧事、讓紀珍珠煩惱不已，出獄後改過向善。 | 7、17-22                       |
| 陳昱丞（年輕） | 謝家豪   |          | 紀珍珠、謝文清之次子。 謝家聲之弟弟、謝家倫之二哥 小時候乖巧，偶爾與同學起爭執，偶爾會被喝酒的珍珠打，長大後，原本乖巧、會照顧患有憂鬱症的哥哥，沒想到壓抑太久，再加上被壞朋友帶壞，而吸毒鬧事、讓紀珍珠煩惱不已，出獄後改過向善。 | 17-18                          |
| （童年）       | 謝家豪   |          | 紀珍珠、謝文清之次子。 謝家聲之弟弟、謝家倫之二哥 小時候乖巧，偶爾與同學起爭執，偶爾會被喝酒的珍珠打，長大後，原本乖巧、會照顧患有憂鬱症的哥哥，沒想到壓抑太久，再加上被壞朋友帶壞，而吸毒鬧事、讓紀珍珠煩惱不已，出獄後改過向善。 | 14-16                          |
| 許翼川（少年） | 謝家倫   | 吳鴻岳   | 紀珍珠、謝文清之三子 謝家聲，謝家豪之弟弟 文清過世後由慶昌、麗卿撫養，是一個懂事乖巧的孩子，長大後因去餐廳工作，發現自己的才能。 | 7-9、18-22                     |
| （童年）       | 謝家倫   |          | 紀珍珠、謝文清之三子 謝家聲，謝家豪之弟弟 文清過世後由慶昌、麗卿撫養，是一個懂事乖巧的孩子，長大後因去餐廳工作，發現自己的才能。 | 17                             |
| （幼年）       | 謝家倫   |          | 紀珍珠、謝文清之三子 謝家聲，謝家豪之弟弟 文清過世後由慶昌、麗卿撫養，是一個懂事乖巧的孩子，長大後因去餐廳工作，發現自己的才能。 | 14、16                         |

### 客串演出
| 演員           | 角色     | 粵語配音 | 關係/介紹 | 登場集數       |
| 岳虹           | 秀蓮     | 梁幗容   | 歌仔戲小生。 | 1-2            |
| 李長安         | 葉天龍   | 黃樂雄   | | 2              |
| 雍可欣         | 家教老師 |          | | 4-5            |
| 郭蕙雯         | 小學老師 |          | 林嘉和的老师。 | 3              |
| 王昱清         | 瘋狗洪   |          | | 10             |
| 吳開深         | 客戶     |          | 幫珍珠撰寫自傳 | 15、17、19、22 |
| 方駿           | 方駿     |          | 秀場主持人。 | 7              |
| 澎澎           | 澎澎     |          | 秀場主持人。 | 7              |
| 楊涵茜         | 嫣紅     |          | 謝文清之外遇對象。因一通電話把珍珠逼走，文清知情後對其極不諒解                                                       | 9-14           |
| 王岳豐         | 湯麟雄   |          | 計程車司機，酒後縱火，害死謝文清等人，在陸華明的引領下信奉基督教，徹底悔悟，在第十九集遭槍決，並捐出所有器官贖罪。   | 14、18-19      |
| 藍葦華         | 楊誠寬   | 梁守正   | 有婦之夫，與珍珠勾搭，第19集分手。                                                                                   | 14-19          |
| 吳佩凌         | 美娟     |          | 楊誠寬之元配。 | 16-18          |
| 賴震澤         | 徐正謙   |          | 紀明珠的男朋友。 | 17-18、20      |
| 蕭景鴻         | 陳裕豐   | 黃樂雄   | 紀明珠的好友，擔任國小音樂老師。                                                                                     | 18-19、21      |
| 陳珮騏         | 陸華明   |          | 湯麟雄縱火案其中一名死者陸盛明的姐姐，選擇原諒湯麟雄，並引領珍珠信教。                                               | 18-19          |
| 楊烈           | 鈴木先生 |          | 鈴木春子的父親，紀寶珠的外公。                                                                                       | 19             |
| 徐麗雯         | 黃茉莉   |          | 紀珍珠的貴人，與珍珠有著相似的過去。某公司的董事長，接手珍珠負債累累的SPA館，並帶著珍珠及家聲去醫院、安養院做公益 。 | 19-21          |
| 翁寧謙         | 紀寶珠   | 甯馨儀   | 紀慶昌鈴木春子之女，嫁給日本人（次郎）                                                                               | 22             |
| 蘇均容（童年） | 紀寶珠   | 甯馨儀   | 紀慶昌鈴木春子之女，嫁給日本人（次郎）                                                                               | 5、8、11       |

## 電視劇歌曲

### 台灣

#### 2015年首播版
| 曲別   | 歌名                 | 演唱者 | 作詞           | 作曲   |
| 片頭曲 | 牽我的手             | 林義忠 | 林義忠         | 林義忠 |
| 片尾曲 | 露水                 | 李婭莎 | 李婭莎、謝誌豪 | 冷楓   |
| 插曲   | 珍惜                 | 林義忠 | 林義忠         | 林義忠 |
| 插曲   | 我清楚知道           | 李婭莎 | 林義忠         | 林義忠 |
| 插曲   | 幸福的孤單           | 李婭莎 | 深白色         | 深白色 |
| 插曲   | 牽我的手（女生版）   | 李婭莎 | 林義忠         | 林義忠 |
| 插曲   | 我清楚知道（男生版） | 林義忠 | 林義忠         | 林義忠 |
| 插曲   | 白鴿                 | —      | —              | —      |

#### 2017年重播版
| 曲別   | 歌名         | 演唱者         | 作詞           | 作曲           |
| 片頭曲 | 瀟灑男兒     | 陳冠霖         | 方奕翔、黃偉霖 | 方奕翔、黃偉霖 |
| 片頭曲 | 艾莉         | 張艾莉、葉諾帆 | 高以德         | 王尚宏         |
| 片頭曲 | 黑白無常     | 安苡葳         | 安苡葳、喻文昌 | 許明傑         |
| 片頭曲 | 一步一步行   | 葉諾帆         | 葉諾帆         | 葉諾帆         |
| 片頭曲 | 一言難盡     | 葉勝欽         | 蔡宜汝         | 蔡宏勳         |
| 片尾曲 | 緣份         | 陳冠霖         | 邱宏瀛         | 吳舜華、黃明洲 |
| 片尾曲 | 紅塵來來去去 | 曾瑋中         | 許明傑         | 黃俊銘         |
| 片尾曲 | My Love      | 黃偉霖         | 方奕翔、黃偉霖 | 方奕翔、黃偉霖 |

### 香港
| 曲別   | 歌名       | 主唱   | 填詞 | 作曲 |
| 主題曲 | 娃娃看天下 | 鄭秀文 | 馮正 | 馮正 |

## 收視率

### 三立台灣台週五首播
| 臺灣 三立台灣台 首播收视率 （AC尼爾森） |               |        |      |                        |
| 集數                                    | 播出日期      | 收视率 | 排名 | 備註                   |
| 1                                       | 2015年2月6日  | 2.21   | 1    | 首播 延至22:40播出     |
| 2                                       | 2015年2月13日 | 1.91   | 1    | 延至22:40播出          |
| 3                                       | 2015年2月20日 | 1.66   | 1    | 春節初二 延至22:40播出 |
| 4                                       | 2015年2月27日 | 2.21   | 1    | 延至22:40播出          |
| 5                                       | 2015年3月6日  | 2.78   | 1    | 延至22:40播出          |
| 6                                       | 2015年3月13日 | 2.04   | 1    | 延至22:40播出          |
| 7                                       | 2015年3月20日 | 2.19   | 1    | 延至22:40播出          |
| 8                                       | 2015年3月27日 | 2.19   | 1    | 延至22:40播出          |
| 9                                       | 2015年4月3日  | 1.85   | 1    |                        |
| 10                                      | 2015年4月10日 | 2.19   | 1    |                        |
| 11                                      | 2015年4月17日 | 2.12   | 1    |                        |
| 12                                      | 2015年4月24日 | 2.13   | 1    |                        |
| 13                                      | 2015年5月1日  | 1.97   | 1    |                        |
| 14                                      | 2015年5月8日  | 1.87   | 1    |                        |
| 15                                      | 2015年5月15日 | 2.14   | 1    |                        |
| 16                                      | 2015年5月22日 | 2.25   | 1    |                        |
| 17                                      | 2015年5月29日 | 1.95   | 1    |                        |
| 18                                      | 2015年6月5日  | 1.68   | 1    |                        |
| 19                                      | 2015年6月12日 | 2.01   | 1    |                        |
| 20                                      | 2015年6月19日 | 1.70   | 1    |                        |
| 21                                      | 2015年6月26日 | 1.82   | 1    |                        |
| 22                                      | 2015年7月3日  | 1.69   | 1    | 大結局                 |
| 平均收視                                | -             | 2.03   |      |                        |

- 同時段偶像劇：台視：《新世界》/《哇！陳怡君》、民視：《廉政英雄》、三立都會台：《22K夢想高飛》/《莫非，這就是愛情》、中視：《俏摩女搶頭婚》/《鑑識英雄》/《愛在異鄉》
- 由AGB尼爾森調查，調查範圍是四歲以上收看電視之觀眾。

## 台灣製作團隊
- 劇本改編：紀寶如自傳見證《愛，逆轉勝》
- 製作公司：三立電視股份有限公司、亞樂傳播有限公司
- 贊助單位：有線電視SingTel
- 協助拍攝：新北市協助影視拍攝與發展中心

## 香港製作團隊
- 字幕：梁子奇、余穎欣
- 片頭設計：何嘉豪
- 後期錄音室：創意之聲
- 音效總監：余家祿
- 混音設計：葉昞村
- 效果剪接：余璟彤、曾智豪
- 配音效果：林漢釗、蔡景輝
- 導配：譚淑英、陳偉權
- 編導：陳永標
- 監製：羅彩文
- 創世電視冠名贊助單位：FARRINGTON INTERIORS

## 場景

### 台灣
- 南港分局
- 板橋435藝文特區
- 新北市淡水區海關碼頭[5]

### 新加坡
- 聖淘沙
- 植物園
- 新加坡魚尾獅公園
- 克拉碼頭

## 外部連結
- 官方网站－三立
- 官方网站－八大
- 官方网站－台視
- 官方网站－創世電視
- 珍珠人生的Facebook專頁
- 珍珠人生 （页面存档备份，存于）-YouTube

## 作品的變遷
| 臺灣 三立台灣台 台灣好戲系列 · 每週五 22:30 - 00:00 | 臺灣 三立台灣台 台灣好戲系列 · 每週五 22:30 - 00:00 | 臺灣 三立台灣台 台灣好戲系列 · 每週五 22:30 - 00:00 |
| --------------------------------------------------- | --------------------------------------------------- | --------------------------------------------------- |
|                                                     | 珍珠人生 （2015年2月6日－2015年7月3日）             |                                                     |
| 阿母 （2014年8月15日－2015年1月30日）               | 思慕的人 （2015年7月10日－2015年10月16日）          |                                                     |

| 臺灣 三立戲劇台 每週五 22:30 - 24:00   | 臺灣 三立戲劇台 每週五 22:30 - 24:00       | 臺灣 三立戲劇台 每週五 22:30 - 24:00 |
| -------------------------------------- | ------------------------------------------ | ------------------------------------ |
|                                        | 珍珠人生 （2015年2月6日－2015年7月3日）    |                                      |
| 阿母 （2014年10月17日－2015年1月30日） | 思慕的人 （2015年7月10日－2015年10月16日） |                                      |

| 臺灣 八大第一台 每週六 10:30 - 12:00 | 臺灣 八大第一台 每週六 10:30 - 12:00       | 臺灣 八大第一台 每週六 10:30 - 12:00 |
| ------------------------------------ | ------------------------------------------ | ------------------------------------ |
|                                      | 珍珠人生 （2015年2月7日－2015年7月4日）    |                                      |
| 民間劇場（10:00 - 12:00）            | 思慕的人 （2015年7月11日－2015年10月17日） |                                      |

| 新加坡 佳樂台 每週六 21:00 - 22:30    | 新加坡 佳樂台 每週六 21:00 - 22:30        | 新加坡 佳樂台 每週六 21:00 - 22:30 |
| ------------------------------------- | ----------------------------------------- | ---------------------------------- |
|                                       | 珍珠人生 （2015年4月4日－2015年8月29日）  |                                    |
| 阿母 （2014年10月4日－2015年3月28日） | 思慕的人 （2015年9月5日－2015年12月12日） |                                    |

| 马来西亚 Astro欢喜台 每週六至週日 19:00 - 20:00 | 马来西亚 Astro欢喜台 每週六至週日 19:00 - 20:00 | 马来西亚 Astro欢喜台 每週六至週日 19:00 - 20:00 |
| ----------------------------------------------- | ----------------------------------------------- | ----------------------------------------------- |
|                                                 | 珍珠人生 （2015年9月13日－2016年1月9日）        |                                                 |
| 阿母 （2015年5月3日－2015年9月12日）            | 思慕的人 （2016年1月10日－3月27日）             |                                                 |

| 臺灣 台視主頻 每週一至週五 21:00 - 22:00 | 臺灣 台視主頻 每週一至週五 21:00 - 22:00            | 臺灣 台視主頻 每週一至週五 21:00 - 22:00 |
| ---------------------------------------- | --------------------------------------------------- | ---------------------------------------- |
|                                          | 珍珠人生 （2015年10月26日－2015年12月8日）          |                                          |
| 家有四千金（重播）                       | 決戰2016選舉看台視 （2015年12月9日－2016年1月15日） |                                          |

| 香港 創世電視（myTV SUPER） 每週一至週五 20:30 - 21:30 | 香港 創世電視（myTV SUPER） 每週一至週五 20:30 - 21:30 | 香港 創世電視（myTV SUPER） 每週一至週五 20:30 - 21:30 |
| ------------------------------------------------------ | ------------------------------------------------------ | ------------------------------------------------------ |
|                                                        | 珍珠人生 （2018年1月1日－2018年2月15日）               |                                                        |
| 頻道啟播                                               | 取消劇集時段                                           |                                                        |

| 香港 創世電視（有線電視、now TV） 每週一至週五 23:00 - 00:00 | 香港 創世電視（有線電視、now TV） 每週一至週五 23:00 - 00:00 | 香港 創世電視（有線電視、now TV） 每週一至週五 23:00 - 00:00 |
| ------------------------------------------------------------ | ------------------------------------------------------------ | ------------------------------------------------------------ |
|                                                              | 珍珠人生 （2018年1月15日－2018年3月1日）                     |                                                              |
| 新增劇集時段                                                 | 取消劇集時段                                                 |                                                              |

| 马来西亚 八度空间 每週一至週五 17:00 - 18:00 · 6月4日起改为 16:00 - 17:00播出 | 马来西亚 八度空间 每週一至週五 17:00 - 18:00 · 6月4日起改为 16:00 - 17:00播出 | 马来西亚 八度空间 每週一至週五 17:00 - 18:00 · 6月4日起改为 16:00 - 17:00播出 |
| ----------------------------------------------------------------------------- | ----------------------------------------------------------------------------- | ----------------------------------------------------------------------------- |
|                                                                               | 珍珠人生 （2018年4月20日－2018年6月6日）                                      |                                                                               |
| 天師鍾馗 （2018年1月22日－2018年4月19日）                                     | 金家好媳婦 （2018年6月7日 -2020年1月23日）                                    |                                                                               |